# Daniel Schreiner (Politiker)

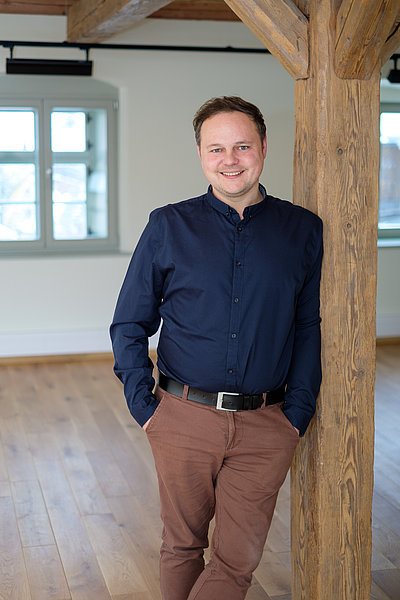
Daniel Schreiner (2023)

Daniel Schreiner (* 29. August 1980 in Münchberg) ist ein deutscher Politiker (SPD) und seit 2020 Bürgermeister der Marktgemeinde Sparneck im Landkreis Hof.

## Leben
Schreiner ist seit 1999 Soldat und in der Laufbahn der Offiziere im Dienstgrad eines Hauptmanns. Während seiner Dienstzeit nahm er an insgesamt drei Auslandseinsätzen der Bundeswehr teil. Schreiner ist Träger des Ehrenkreuzes der Bundeswehr in Silber sowie der Einsatzmedaillen der Bundeswehr SFOR, KFOR und EUFOR.
Schreiner hat neben der militärischen Karriere einen Berufsabschluss als Koch sowie eine Ausbildung zum Rettungsassistenten.

## Politik
Schreiner war von 2014 bis 2020 Gemeinderat in Sparneck.
Seit 2020 wurde er zum Ersten Bürgermeister der Marktgemeinde Sparneck gewählt.

## Landtagswahl Bayern 2023
Schreiner kandidierte bei der Bayerischen Landtagswahl 2023 als Direktkandidat für den Stimmkreis 406 (Hof) und auf Platz 5 der Bezirksliste Oberfranken der SPD, verfehlte jedoch den Einzug in den Landtag.